# Samuel Sánchez
Samuel Sánchez Gonzalez (ur. 5 lutego 1978 w Oviedo) – hiszpański kolarz szosowy, mistrz olimpijski. Zawodnik profesjonalnej drużyny BMC Racing Team.

## Kariera
Swoją karierę rozpoczął w 2000 w baskijskiej drużynie Euskaltel-Euskadi. W peletonie wyróżnia się umiejętnością szybkiego zjazdu. W 2005 zajął w Vuelta a Espana 11. miejsce, wygrywając 13. etap, jednak po zdyskwalifikowaniu Roberto Herasa przesunął się jedną pozycję wyżej. W 2006 zajął 2. miejsce w belgijskim klasyku La Fleche Wallonne, przegrywając tylko z Alejandro Valverde. W Vuelta a Espana wygrał po raz kolejny 13 etap, a w klasyfikacji generalnej był siódmy. Na mistrzostwach świata w Salzburgu był czwarty w wyścigu ze startu wspólnego, przegrywając walkę o podium z Valverde. Tydzień później wygrał Mistrzostwa Zurychu. W klasyfikacji Pro Touru zajął 2. miejsce za Valverde. Największy sukces osiągnął jednak w 2008 roku, kiedy zwyciężył w wyścigu ze startu wspólnego na igrzyskach olimpijskich w Pekinie. W zawodach tych wyprzedził bezpośrednio Szwajcara Fabiana Cancellarę i Rosjanina Aleksandra Kołobniewa. Ponadto w sezonie 2006 był drugi w klasyfikacji indywidualnej UCI ProTour, a w sezonie 2009 zajął trzecie miejsce za Alberto Contadorem i Valverde w UCI World Tour.

## Ważniejsze osiągnięcia
2002
- 10. miejsce w Vuelta al País Vasco

2003
- 3. miejsce w Vuelta al País Vasco
- 6. miejsce w Liège-Bastogne-Liège
- 9. miejsce w Paryż-Nicea

2004
- 4. miejsce w Liège-Bastogne-Liège
- 8. miejsce w Vuelta al País Vasco

2005
- 5. miejsce w Mistrzostwach Zurychu
- 10. miejsce w Vuelta a España
  - wygrany 13. etap

2006
- wygrany 2. i 3. etap w Vuelta al País Vasco
- 1. miejsce w Mistrzostwach Zurychu
- wygrany 3. etap Vuelta Asturias
- 2. miejsce w Strzale Walońskiej
- 4. miejsce w Paryż-Nicea
  - wygrana klasyfikacja punktowa
- 4. miejsce w Mistrzostwach Świata w Salzburgu
- 7. miejsce w Vuelta a España
  - wygrany 13. etap
- 2. miejsce w klasyfikacji Pro Tour

2007
- wygrany 6. etap w Vuelta al País Vasco
- 3. miejsce w Vuelta a España
  - wygrany 15., 19. i 20. etap
- 9. miejsce w Paryż-Nicea

2008
- Mistrzostwo olimpijskie w wyścigu ze startu wspólnego
- 6. miejsce w Tour de France

2009
- 1. miejsce w Gran Premio de Llodio
- 2. miejsce w Vuelta a España
- 3. miejsce w Vuelta al País Vasco
- 4. miejsce w Strzale Walońskiej

2010
- 1. miejsce w Klasika Primavera
- 1. miejsce w Vuelta a Burgos
  - wygrany 2. i 5. etap
- 3. miejsce w Tour de France
- wygrany 4. etap Vuelta al País Vasco
- 4. miejsce w Paryż-Nicea

2011
- 1. miejsce w Grand Prix Miguel Indurain
- 3. miejsce w Strzale Walońskiej
- 5. miejsce w Tour de France
  - wygrany 12. etap
  -  1. miejsce w klasyfikacji górskiej
- 5. miejsce w Paryż-Nicea
- 6. miejsce w Vuelta al País Vasco
  - wygrany 4. etap

2012
- 2. miejsce w wyścigu Dookoła Katalonii
  - wygrany 6. etap
- 1. miejsce w wyścigu Vuelta al País Vasco
  - 1. miejsce na 3. i 6. etapie
- 2. miejsce w Giro di Lombardia
- 1. miejsce na 7. etapie Critérium du Dauphiné

2013
- 8. miejsce w Critérium du Dauphiné
  - 1. miejsce na 7. etapie
- 8. miejsce w Vuelta a España

2014
- 6. miejsce w Vuelta a España

2016
- 4. miejsce w Liège-Bastogne-Liège
- 6. miejsce w Vuelta al País Vasco
  - 1. miejsce na 4. etapie

## Starty w Wielkich Tourach
| Grand Tour | 2002 | 2003 | 2004 | 2005 | 2006 | 2007 | 2008 | 2009 | 2010 | 2011 | 2012 | 2013 | 2014 | 2015 | 2016 |
| ---------- | ---- | ---- | ---- | ---- | ---- | ---- | ---- | ---- | ---- | ---- | ---- | ---- | ---- | ---- | ---- |
| Giro       | -    | -    | -    | 17.  | -    | -    | -    | -    | -    | -    | -    | 12.  | 24.  | -    | -    |
| Tour       | DNF  | DNF  | -    | -    | -    | -    | 6.   | -    | 3.   | 5.   | DNF  | -    | -    | 12.  | -    |
| Vuelta     | -    | -    | 15.  | 10.  | 7.   | 3.   | -    | 2.   | -    | -    | -    | 8.   | 12.  | DNF  | DNF  |